# 라크어 위키백과

라크어 위키백과는 라크어로 운영되는 위키백과 언어판이다. 2006년 9월 30일에 시작되었다. 기호는 lbe이다.